# کد امنیتی کارت

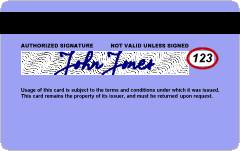
کد امنیتی مسترکارت، ویزا کارت و دیسکاور در پشت آن چاپ شده است و معمولاً یک گروه سه‌رقمی در سمت راست نوار امضا است.

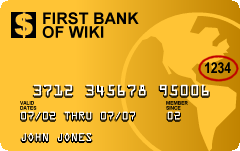
در کارت‌های آمریکن اکسپرس، کد امنیتی یک کد چهار رقمی است که روی کارت و سمت راست آن چاپ می‌شود.

کد امنیتی کارت که با CSC، CVV، CVC، CCV یا SPC نیز شناخته می‌شود، یک ویژگی امنیتی برای پرداخت‌های غیرحضوری با استفاده از کارت‌های بانکی است که برای جلوگیری از جعل کارت‌های اعتباری استفاده می‌شود.
کد امنیتی کارت با شمارهٔ کارت که به صورت چاپ‌شده یا برجسته روی کارت‌ها وجود دارد و نیز شماره شناسایی شخصی که در پرداخت‌های حضوری استفاده می‌شود، با رمز کارت، تفاوت دارد. 
در مسترکارت و ویزا کارت کد امنیتی را با CVC2، در دیسکاور کارت و آمریکن اکسپرس با CID و در کارت نقدی با CSC می‌شناسند.
cvv که بیشتر با آن آشنایی داریم مخفف کلمه Card Verification Value است که به آن کد اعتبارسنجی هم گفته می‌شود.

## انواع
افزون بر CVC2، نوع دیگری از کدهای امنیتی کارت به نام CVC1 نیز وجود دارد که روی نوار مغناطیسی کارت مغناطیسی کدبندی می‌شوند و در تراکنش‌های حضوری مورد استفاده قرار می‌گیرد. این کد به صورت خودکار توسط کارت‌خوان‌ها خوانده می‌شود و توسط صادرکنندهٔ کارت درستی آن تأیید می‌گردد. با این وجود اگر کپی‌کنندهٔ کارت، نوار مغناطیسی آن را نیز کپی کند، همچنان این کد معتبر خواهد بود.
در مقابل CVV2 برای تراکنش‌های غیرحضوری مانند اینترنتی، تلفنی یا دورنگاری کار می‌رود.
کد امنیتی دوم کارت معمولاً یک کد سه یا چهار رقمی است که یا روی کارت یا پشت کارت و روی نوار امضا چاپ شده است. این کد در نوار مغناطیسی چاپ نشده و بر خلاف شمارهٔ کارت، برجسته نیست.

## مزایای امنیتی
صادرکنندگان کارت از تاجران می‌خواهند که پس از انجام تراکنش‌های غیرحضوری، مقدار کد امنیتی دوم کارت را در دادگان خود ذخیره نکنند. به این وسیله اگر بر اثر نشت اطلاعات این دادگان اطلاعات فاش شود، کد امنیتی دوم کارت در میان اطلاعات حاضر نباشد و شماره‌های کارت دزدیده‌شده کم‌تر قابل استفاده باشند. در پایانه‌های فروش و درگاه‌های پرداخت، این کد ذخیره نمی‌شود و بنابراین کارکنان و خدمات‌دهندگانی که به اطلاعاتی نظیر شمارهٔ کارت، تاریخ انقضاء و… دسترسی دارند، کد امنیتی دوم کارت را در دست نخواهند داشت.
مطابق استانداردها و قوانین ذخیره‌سازی رمز امنیتی دوم کارت پس از انجام تراکنش ممنوع است. از آنجایی که کد امنیتی دوم روی نوار مغناطیسی چاپ نشده است، معمولاً در تراکنش‌های حضوری خوانده نمی‌شود. این امر این اطمینان را ایجاد می‌کند که که جاعلان نخواهند توانست با خواندن اطلاعات نوار مغناطیسی، بعدها از این اطلاعات برای تراکنش‌های غیرحضوری جعلی استفاده کنند. برای انجام چنین کاری کارمند یا تاجر مجبور خواهد بود با چشم خودش مقدار کد امنیتی دوم را بخواند و در جایی آن را ثبت کند که معمولاً موجب شک‌کردن مشتری خواهد شد.
در واقع کد امنیتی برای تأیید این موضوع است که مشتری صاحب واقعی کارت است. این کد ثابت می‌کند که مشتری کارت را خودش دیده است یا دست کم به اطلاعات روی کارت دسترسی پیدا کرده.

## محدودیت‌ها
- استفاده از کد امنیتی دوم کمکی برای مقابله با حملات فیشینگ که در آن از دارندهٔ کارت خواسته می‌شود اطلاعات را در یک وب‌گاه جعلی وارد کند، نخواهد کرد.
- از آنجایی که تاجران نمی‌باید کد امنیتی دوم را حتی برای کوتاه‌ترین لحظه‌ای پس از پایان تراکنش ذخیره‌سازی کنند، در پرداخت‌هایی که باید به صورت دوره‌ای انجام شوند نیاز خواهد بود که هر بار کد امنیتی دوم توسط دارنده وارد شود. برای دور زدن این مشکل درگاه‌های پرداخت خدماتی تحت عنوان «پرداخت دوره‌ای» فراهم آورده‌اند که در فرایند گرفتن اجازه از مشتری تأیید می‌گردد.
- برخی صادرکنندگان کارت از کد امنیتی استفاده نمی‌کنند. در این شرایط هزینهٔ پردازش کارت توسط تاجر احتمالاً بیشتر خواهد بود. همچنین تراکنش‌های جعلی‌ای که بدون کد امنیتی انجام شده باشند احتمال بیشتری دارد که به نفع دارنده کارت حل شوند.
- استفاده از کد امنیتی دوم برای تاجران اجباری نیست، بنابراین کارت حتی بدون داشتن این عدد نیز قابل جعل است.

## تولید
تولید کد امنیتی (نوع اول و دوم) توسط صادرکننده و در زمان صدور انجام می‌شود. محاسبهٔ آن بر اساس رمزنگاری شمارهٔ کارت بانکی، تاریخ انقضا و کد خدمات به همراه کلید رمزنگاری‌ای که تنها برای صادرکننده معلوم است صورت می‌گیرد.